# Bukalo
Bukalo ist ein Dorf  im Wahlkreis Katima Mulilo in der Region Sambesi im Caprivizipfel in Namibia. Es liegt in unmittelbarer Nähe zum Sambesi und hat (Stand 2023) 1935 Einwohner auf einer Fläche von 8,73 km².
Bukalo liegt zwischen Katima Mulilo (23 Kilometer entfernt) und Ngoma (rund 20 Kilometer entfernt) an der Nationalstraße B8.
Es verfügt über Schulen, verschiedene Versorgungseinrichtungen und ein Gesundheitszentrum für die Bevölkerung des näheren Umlandes. Der Ort ist auch bekannt für den ihn umgebenden „Bukalo Wald“ (afrikaans Bukalo Woud).

## Status
Bukalo erhielt 1999 den Status einer Siedlung (Settlement). Später erhielt es den Status eines Dorfes (Village). 2013 wurde Bukalo einigen Quellen nach zur Stadt (Town) proklamiert, ist aber sowohl 2015 in einer offiziellen Regierungsbekanntmachung sowie nach eigenen Angaben aus 2017 weiterhin ein Dorf.

## Kommunalpolitik
Bei den Kommunalwahlen 2020 wurde folgendes amtliches Endergebnis ermittelt.
| Partei    | Stimmen | Stimmenanteil | Sitze |
| --------- | ------- | ------------- | ----- |
| SWAPO     | 209     | 063,91 %      | 3     |
| PDM       | 94      | 028,75 %      | 2     |
| IPC       | 20      | 06,12 %       | 0     |
| NDP       | 4       | 01,22 %       | 0     |
| Insgesamt | 327     | 100 %         | 5     |